# Seven Hell
Seven Hell ist eine 2003 gegründete Hard-Rock-Coverband aus Nidda in Hessen.

## Geschichte
Gegründet wurde Seven Hell von Chris Preisser, Tobias Jakobi, Anne Appel und Boris Seifert. Ihren alten Namen Revolution musste die Band wegen eines Markenrechtsstreits 2007 ändern. 2006 spielten sie unter anderem beim Festival "Rock am See" in Rainrod zusammen mit Doro Pesch, Grave Digger und UDO. Ende 2010 trennte sich die Band von ihrem langjährigen Gitarrist Sebastian Bach. 2011 übernahm der ehemalige Courageous-Gitarrist Oliver Lohmann die Position des Lead-Gitarristen. 2013 wurde Lohmann durch Gitarrist Heiko Schulz ersetzt.
Am 28. März 2009 wurde Seven Hell von der Frankfurter Rundschau im größten Coverbandcontest Deutschlands Hessen Rockt zu „Hessens bester Coverband 2009“ gekürt. Seven Hell drehte ein Musikvideo mit RTL-Hessen und veröffentlichte ihr erstes Live-Album Seven Hell Live ’09.
Die größte Auszeichnung für ihre Live-Qualitäten erhielt die Band, als sie nach dem Sieg zusammen mit der Girlgroup Queensberry beim German Bowl XXXI in der Commerzbank-Arena Frankfurt vor über 14.000 Zuschauern auftraten. Seven Hell spielte schon in den Frankfurter Locations Batschkapp, dem Sinkasten und der Unionhalle.
Sänger Chris Preisser gewann 2011 mit seinem Soloprojekt den Deutschen Rock und Pop Preis als „bester Hard Rock Sänger“ und „bester Solo Sänger“ im Coverbereich. Der Sänger und Bandleader hat eine Muskelerkrankung, die es ihm nicht ermöglicht, zu laufen. Auf der Bühne benutzt er eine Stehhilfe der Firma König & Meyer.

## Diskografie
- 2008: Seven Hell Demo ‚‘08  (als Revolution, aufgenommen und produziert im metal-sound Studio Osterode)
- 2009: Seven Hell Live ’09 (aufgenommen live auf der Tour 2009, produziert im record-verdächtig Studio in Langenselbold)
- 2013: Seven Hell "studio sessions" (aufgenommen und produziert von Uli Pfannmüller im TON UP Studio Enzheim)
- 2016: Seven Hell "live sessions part II" (aufgenommen und produziert von Florian Hausmann und Uli Pfannmüller im TON UP Studio Enzheim)
- 2018: Seven Hell "revolution X" (aufgenommen und produziert von Florian Hausmann und Uli Pfannmüller im TON UP Studio Enzheim)

## Auszeichnungen
- 2009: Hessen Rockt Sieger (präsentiert von der Frankfurter Rundschau und Binding) – Hessens beste Coverband 2009